# Stephanie Bennett
Stephanie Bennett (nacida c. 1989[cita requerida]) es una actriz canadiense, conocida por papeles en Leprechaun: Origins y Shadowhunters.

## Carrera
Bennett interpretó a Dee Taggart en la serie dramática de espías de 2015 de la CBC The Romeo Section. Ella también apareció en la película de 2015 de Disney Channel Descendientes como Blancanieves. Sus otros créditos suplentes incluyen las películas Grave Encounters 2 y Leprechaun: Orígenes, y apariciones en la serie de televisión Sobrenatural y iZombie. Apareció como Lydia Branwell en la serie de televisión de fantasía de Freeform Shadowhunters.

## Filmografía

### Cine
| Año  | Título              | Papel          | Notas        |
| ---- | ------------------- | -------------- | ------------ |
| 2010 | Good Morning        | Desconocidos   | Cortometraje |
| 2010 | In the Dark         | Carrie         | Cortometraje |
| 2012 | Grave Encounters 2  | Tessa Hamill   |              |
| 2014 | Desertion           | Beth           | Cortometraje |
| 2014 | Leprechaun: Origins | Sophie Roberts |              |
| 2014 | Big Eyes            | Coed #1        |              |
| 2017 | Scorched Earth      | Melena         | Filmando     |

### Televisión
| Año           | Título                            | Papel                        | Notas                                                                        |
| ------------- | --------------------------------- | ---------------------------- | ---------------------------------------------------------------------------- |
| 2011          | Hiccups                           | Mujer Aparcada en Doble Fila | Episodio: "Flirt Locker"                                                     |
| 2013          | Supernatural                      | Shelly                       | Episodio: "Clip Show"                                                        |
| 2013          | King & Maxwell                    | Angela Miller                | Episodio: "Stealing Secrets"                                                 |
| 2014          | Signed, Sealed, Delivered         | Abby Wheeler                 | Episodio: "Dark of Night"                                                    |
| 2014          | The Nine Lives of Christmas       | Jaclyn White                 | Película para TV                                                             |
| 2015          | Truth & Lies                      | Hannah                       | Película para TV; también conocida como Text to Kill                         |
| 2015          | iZombie                           | Kimber Cooper                | Episodio: "Dead Rat, Live Rat, Brown Rat, White Rat"                         |
| 2015          | UnREAL                            | Pepper                       | Recurrente, 5 episodios                                                      |
| 2015          | Descendants                       | Snow White                   | Película para TV                                                             |
| 2015          | The Unauthorized Full House Story | Lori Loughlin                | Película para TV                                                             |
| 2015          | Stolen Dreams                     | Rebecca                      | Película para TV; título en la TV por cable de EE. UU.: Are You My Daughter? |
| 2015          | The Romeo Section                 | Dee Taggart                  | Papel principal, 10 episodios                                                |
| 2016—presente | Shadowhunters                     | Lydia Branwell               | Recurrente, 5 episodios                                                      |
| 2016          | Motive                            | Miranda Hurst                | Episodio: "The Scorpion and the Frog"                                        |

## Premios y nominaciones
| Año  | Premio     | Categoría                               | Título        | Resultado | Ref.        |
| ---- | ---------- | --------------------------------------- | ------------- | --------- | ----------- |
| 2016 | Leo Awards | Mejor Actriz de Reparto en un Telefilme | Stolen Dreams | Ganador   | [ 7 ] [ 8 ] |